# Совместимость лицензий
Совмести́мость лице́нзий (англ. License compatibility) — проблема совместимости лицензий на программное обеспечение, текст которых может содержать противоречивые требования, что делает невозможным объединить исходный код из таких пакетов в целях создания новых пакетов программного обеспечения.
Например, одна лицензия может требовать упоминать разработчиков исходного кода во всех рекламных материалах производных работ (modified versions must mention the developers in any advertising materials), а лицензия другого кода — запрещать дополнительные требования к производным работам (modified versions cannot contain additional attribution requirements). Если кто-нибудь совместит программное обеспечение под этими лицензиями, то не сможет легально распространять его, так как данные условия не могут быть выполнены одновременно. Таким образом, описанные в примере программы лицензионно несовместимы.
Не все лицензии, одобряемые OSI и Free Software Foundation, совместимы; например, из-за условий лицензий невозможно совместить программное обеспечение под Mozilla Public License и под GNU General Public License.